# I'm with You (Avril Lavigne)
"I'm with You" je pjesma kanadske pjevačice Avril Lavigne koja ju je napisala sa sastavom The Matrix (Scott Spock, Lauren Christy, Graham Edwards) za svoj debitanski album, Let Go. Bila je to njezina prva balada koja je objavljena kao singl.
Pjesma je objavljena kao treći singl s albuma u 2002. i 2003. godini. Na vrhu ljestvice bila je u Meksiku, na četvrtom poziciji se našla u SAD-u (njezin treći top 10 singl), broj sedam u Ujedinjenom Kraljevstvu i broj trinaest u Kanadi. "I'm with You" nije službeno objavljen u Australiji, ali se emitirao na radiju i televiziji.

## Videospot
Spot za pjesmu "I'm with You" je snimljen pod redateljskom palicom Davida LaChapelle. Tema spota je Avrilina samoća, pokušava naći nekoga ali ne može. Lavigne se nalazi na tulumu, dok pjeva jedan čovjek joj se približava ali ona ga samo odgurne. Skoro cijeli video je u usporenoj snimci, osim njene usne koje su u skladu s riječima pjesme.
Spot je prema Much Musicu jedan od najbolji ikada.

## Popis pjesama
Njemački CD singl
1. "I'm with You" 3:44
2. "I'm with You" (uživo iz Mexico Cityja 3:57)
3. "Unwanted" (uživo iz Mexico Cityja 4:01)
4. "I'm with You" (video)

Francuski CD singl
1. "I'm with You" 3:44
2. "I'm with You" (uživo iz Mexico Cityja 3:57)

Australski singl
1. "I'm with You" 3:44
2. "I'm with You" (uživo iz Mexico Cityja 3:57)
3. "Unwanted" (ruživo iz Mexico Cityja 4:01)

I'm with You / Sk8er Boi DVD singl
1. "I'm with You" (video)
2. "Sk8er Boi" (video)
3. Skater Girl (TV spot)
4. Street Performer (TV spot)
5. Fotogalerija

Promotivni CD singl
1. "I'm with You" 3:44

### Službene verzije
1. "I'm with You" (albumska) 3:44
2. "I'm with You" (demo) 3:49

## Ljestvice
| Ljestvice (2003.)      | Najviša poszicija |
| ---------------------- | ----------------- |
| Austrija               | 13                |
| Belgija                | 9                 |
| Kanada                 | 13                |
| Danska                 | 20                |
| Francuska              | 34                |
| Irska                  | 5                 |
| Italija                | 5                 |
| Nizozemska             | 9                 |
| Novi Zeland            | 5                 |
| Norveška               | 16                |
| Njemačka               | 13                |
| Španjolska             | 12                |
| Švedska                | 11                |
| Švicarska              | 12                |
| Ujedinjeno Kraljevstvo | 7                 |
| SAD Billboard Hot 100  | 4                 |
| SAD ARC Weekly Top 40  | 1                 |

| Država | Certifikacija | Prodaja |
| ------ | ------------- | ------- |
| SAD    | zlatna        | 500.000 |

## Nagrade
Pjesma "I'm with You" je u 2010. godini bila nominirana za dvije Grammy nagrade i to za pjesmu godine i za najbolji ženski pop vokal, ali je izgubila protiv Luther Vandrossove pjesme "Dance with My Father" i Christine Aguilereine pjesme "Beautiful".
| Godina | Dodjela                | Nagrada                   | Rezultat   |
| ------ | ---------------------- | ------------------------- | ---------- |
| 2004.  | Grammy                 | Najbolji ženski pop vokal | Nominacija |
| 2004.  | Grammy                 | Pjesma godine             | Nominacija |
| 2003.  | MTV Video Music Awards | Najbolji ženski spot      | Nominacija |
| 2003.  | Teen Choice Awards     | Odabrana ljubavna pjesma  | Osvojeno   |